# Callobius
Genre
Callobius est un genre d'araignées aranéomorphes de la famille des Amaurobiidae.

## Distribution
Les espèces de ce genre se rencontrent en écozone holarctique.

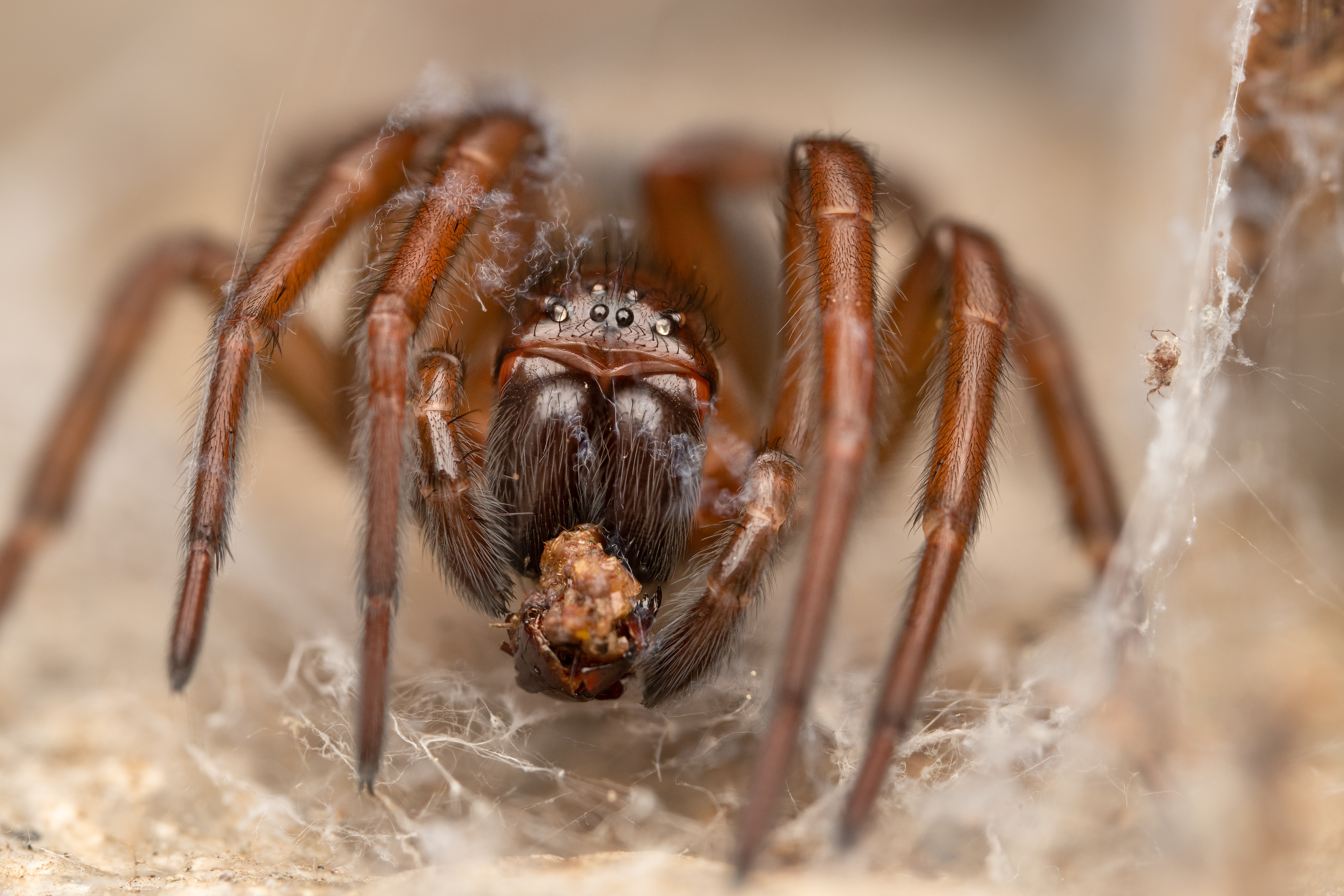
Callobius

## Liste des espèces
Selon World Spider Catalog (version 24.5, 29/11/2023) :
- Callobius amamiensis Okumura, Honki & Ohba, 2018
- Callobius angelus (Chamberlin & Ivie, 1947)
- Callobius arizonicus (Chamberlin & Ivie, 1947)
- Callobius balcanicus (Drensky, 1940)
- Callobius bennetti (Blackwall, 1846)
- Callobius breviprocessus Okumura, Suzuki & Serita, 2020
- Callobius canada (Chamberlin & Ivie, 1947)
- Callobius cavernarius Okumura & Suzuki, 2022
- Callobius changbaishan Zhang, Wang, Zhou & Zhang, 2023
- Callobius claustrarius (Hahn, 1833)
- Callobius deces (Chamberlin & Ivie, 1947)
- Callobius enus (Chamberlin & Ivie, 1947)
- Callobius gertschi Leech, 1972
- Callobius guachama Leech, 1972
- Callobius hokkaido Leech, 1971
- Callobius hyonasus Leech, 1972
- Callobius kamelus (Chamberlin & Ivie, 1947)
- Callobius klamath Leech, 1972
- Callobius koreanus (Paik, 1966)
- Callobius manzanita Leech, 1972
- Callobius nevadensis (Simon, 1885)
- Callobius nomeus (Chamberlin, 1919)
- Callobius olympus (Chamberlin & Ivie, 1947)
- Callobius panther Leech, 1972
- Callobius paskenta Leech, 1972
- Callobius pauculus Leech, 1972
- Callobius paynei Leech, 1972
- Callobius pictus (Simon, 1885)
- Callobius rothi Leech, 1972
- Callobius severus (Simon, 1885)
- Callobius shimojanai Okumura & Suzuki, 2022
- Callobius sierra Leech, 1972
- Callobius tamarus (Chamberlin & Ivie, 1947)
- Callobius tehama Leech, 1972
- Callobius yakushimensis Okumura, 2010

## Systématique et taxinomie
Ce genre a été décrit par Chamberlin en 1947 dans les Amaurobiidae.

## Publication originale
- Chamberlin, 1947 : « A summary of the known North American Amaurobiidae. » Bulletin of the University of Utah, vol. 38 no 8, p. 1-31.